# Taró

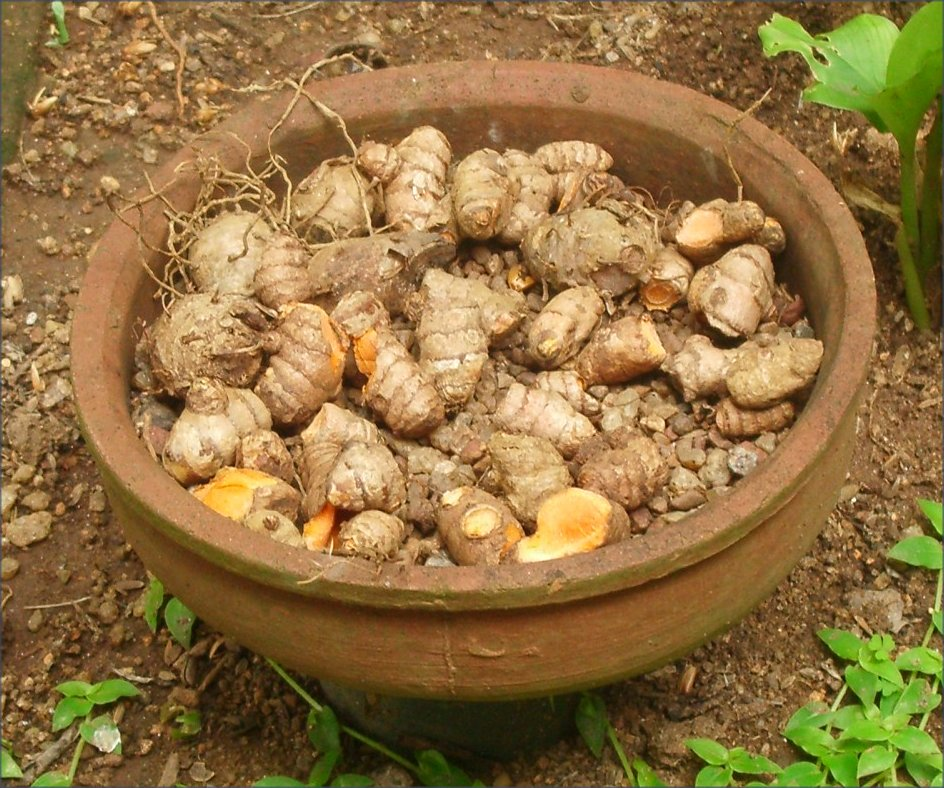
A tárógyökér vagy más néven táró-krumpli

A taró vagy táró (Colocasia esculenta) a kontyvirágfélék (Aroideae) családjába és a kolokázia (Colocasia) nemzetségbe sorolt lágy szárú növényfaj.

## Származása, élőhelye
Ázsiában és Óceániában régóta gyökérzöldségnek termesztett haszonnövény, mára már az egész világon elterjedt kultúrnövény. Ázsiában vadon és elvadulva is előfordulhat, elsősorban nedves árkokban. Kínában külön ünnepségeken rituális keretek közt fogyasztják, és úgy tartják, javítja a látást.  A mocsaras területek az élőhelyei, hiszen nagy a vízigénye.

## Megjelenése, felépítése
Levelei nagyok és tojásdad alakúak, 1-1,5 méterre is megnőnek. A talajból vagy a vízből kiálló óriási zöld színű levelei miatt könnyű felismerni. Gumós gyöktörzse évelő, melyet táró-krumplinak is neveznek, és japán konyhaművészetben szatoimo néven fontos alapanyag. Levelei közt fejlődik a kontyvirághoz hasonlító virágzata. Virágai 4–20 cm hosszú torzsavirágzatban fejlődnek, amelyből 3–6 cm hosszú rész krém fehér vagy sárga, összesen 9–40 cm hosszú és 2–5 cm széles buroklevél vesz körül. A kontyvirágfélékhez hasonlóan ez a növény is oxalátkristályokat tartalmaz, és emiatt nyersen nem fogyasztható. Magas víztartalma mellett főként keményítőtartalma magas. Diétás rostban gazdag, és a benne levő fehérje és cukor miatt is tápláló.

## Felhasználása
Elsősorban tápanyagban dús gyökértörzsét, a táró-krumplit fogyasztják. Főzik vagy sütik, körítésként, főzelékként egyaránt elkészíthető, és lisztnek is feldolgozható. Fiatal leveleit és torzsavirágzatát is fogyasztják, a húsos levélnyele hasonlít a rebarbarákhoz (Rheum). Levelét aszalják, ez a buddhista kolostorok vegetáriánus konyhájának egyik alapanyaga.

### Internetes leírások a táróról
- A taxon adatlapja az ITIS adatbázisában. Integrated Taxonomic Information System. (Hozzáférés: 2012. február 12.)
- Colocasia esculenta. Flora of North America. (Hozzáférés: 2012. február 12.)
- Colocasia esculenta (L.) Schott. Madagascar Catalogue. (Hozzáférés: 2012. február 12.)
- Colocasia esculenta (angol nyelven). NCBI taxonomy browser. (Hozzáférés: 2012. február 12.)
- Colocasia esculenta (L.) Schott (angol nyelven). GRIN Taxonomy for Plants. (Hozzáférés: 2012. február 2.)[halott link]